# Complexe du roi Fahd pour l'impression du Saint Coran
Vous pouvez aider à l'améliorer ou bien discuter des problèmes sur sa page de discussion.
- Il ne s’appuie pas, ou pas assez, sur des sources secondaires ou tertiaires. (Marqué depuis mars 2022)
- La traduction doit être revue. Le contenu est difficilement compréhensible à cause d’erreurs de traduction, peut-être dues à l’utilisation d’un logiciel de traduction automatique. (Marqué depuis mars 2022)

- Archive Wikiwix
- Bing
- Cairn
- DuckDuckGo
- E. Universalis
- Gallica
- Google
- G. Books
- G. News
- G. Scholar
- Persée
- Qwant
- (zh) Baidu
- (ru) Yandex
- (wd) trouver des œuvres sur Wikidata

Complexe du roi Fahd pour l'impression du Saint Coran (arabe : مجمع الملك فهد لطباعة المصحف الشريف) est une imprimerie située à Médine, en Arabie saoudite, qui publie le Coran en arabe et dans d'autres langues.
L'entreprise produit environ 10 millions d'exemplaires par an. Elle compte 1 700 employés. Elle a publié 55 Traductions du Coran en 39 langues. Son site Web propose le Coran arabe, des récitations, des recherches textuelles, des images des premiers manuscrits du Coran, et des commentaires exégétiques. Depuis 1985, le Complexe a fait plus de 128 millions de livres du Coran, qui est largement utilisé par les différents courants de l'islam. La copie originale a été écrite par le calligraphe Uthman Taha.

## Production
De 1985, année d’ouverture, à 2007, ont été publiées les quantités suivantes :
|   | Genre                                | Quantité    |
| - | ------------------------------------ | ----------- |
| 1 | Coran                                | 127 420 423 |
| 2 | Bandes audio                         | 1 817 129   |
| 3 | Traductions                          | 24 624 813  |
| 4 | Parties du Coran                     | 47 592 277  |
| 5 | Livres sur les traditions de Mahomet | 210 000     |
| 6 | Autres                               | 4 668 941   |
|   | Total                                | 206 333 583 |

Le Complexe du Roi Fahd pour l'impression du Saint Coran produit le Noble Coran, qui est mis à disposition gratuitement et qui fait partie des traductions du Coran les plus lues au monde. La traduction et le contenu associé ont été critiqués : on leur reproche notamment de présenter comme partie du texte original, entre parenthèses, des interprétations tendancieuses de l'école d'Abd al-Aziz ibn Baz.